# Breakaway (hokej na ledu)
Breakaway je situacija u kojoj je igrač u napadu, a između njega i protivničkih vrata nema igrača obrane, već samo protivnički vratar. Ako je na tom igraču izvršen prekršaj dok breakaway traje, igrač ima pravo na izvođenje kaznenog udarca. Kazneni udarac dosuđuje se i u slučaju da je vratar namjerno pomaknuo gol da bi izbjegao primiti zgoditak u breakawayu, te u slučaju da je igrač ili trener namjerno bacio palicu ili drugi predmet na pločicu ili igrača koji ju u tom trenutku vodi i tako spriječio udarac prema golu ili dodavanja za udarac.